# ماریون رودوالد
ماریون رودوالد (انگلیسی: Marion Rodewald؛ زادهٔ ۲۴ دسامبر ۱۹۷۶) بازیکن هاکی روی چمن اهل آلمان بود.
وی در مسابقات کشوری و بین‌المللی در مجموع برندهٔ ۳ مدال طلا، ۵ مدال نقره، ۲ مدال برنز شده‌است.

## مسابقات بین المللی بزرگسالان
- 1996 - جام ملت های داخل سالن اروپا، گلاسکو (مقام اول)
- 1997 - جام قهرمانان، برلین (مقام دوم)
- 1998 - جام جهانی، اوترخت (مقام سوم)
- 1999 - قهرمانی قهرمانان، بریزبن (مقام سوم)
- 1999 - جام ملت های اروپا، کلن (مقام دوم)
- 2000 - مسابقات انتخابی المپیک، میلون کینز (مقام سوم)
- 2000 - جام قهرمانان، آمستلوین (مقام دوم)
- 2000 - بازی های المپیک تابستانی، سیدنی (مقام هفتم)
- 2002 - جام جهانی، پرث (مقام هفتم)
- 2003 - چالش قهرمانان، کاتانیا (مقام اول)
- 2003 - جام ملت‌های اروپا، بارسلونا (مقام سوم)
- 2004 - انتخابی المپیک، اوکلند (مقام چهارم)
- 2004 - بازی‌های المپیک تابستانی، آتن (مقام اول)
- 2004 - جام قهرمانان، روزاریو (مقام دوم)
- 2005 - قهرمانی قهرمانان، کانبرا (مقام پنجم)
- 2006 - جام جهانی، مادرید (مقام هشتم)
- 2007 - جام ملت‌های اروپا، منچستر (مقام اول)
- 2008 - جام قهرمانان، مونشن گلادباخ (مقام دوم)
- 2008 - بازی‌های المپیک تابستانی، پکن (مقام چهارم)